# Колтыриха
Колтыриха — деревня в Сямженском районе Вологодской области.
Входит в состав Режского сельского поселения, с точки зрения административно-территориального деления — в Режский сельсовет.
Расстояние по автодороге до районного центра Сямжи — 48,2 км, до центра муниципального образования Копылова — 5,2 км. Ближайшие населённые пункты — Бурниха, Лукинская, Монастырская.
По переписи 2002 года население — 44 человека (19 мужчин, 25 женщин). Всё население — русские.